# 1967
1967 (MCMLXVII) var ett normalår som började en söndag i den gregorianska kalendern.

## Händelser

### Januari
- 1 januari
  - EFTA avvecklar sina sista industritullar [1].
  - En ny svensk affärstidslag träder i kraft och ger affärerna rätt att ha kvällsöppet [2]. Intensitv debatt föregår [3].
  - 95 av Sveriges kommuner försvinner vid en ny kommunsammanslagning.
  - Stockholms Spårvägar byter namn till Storstockholms Lokaltrafik.
  - Landstingen övertar ansvaret för de svenska mentalsjukhusen från staten.[4]
- 9 januari – Två polismän och en väktare skjuts ihjäl när de överraskar tre män under ett inbrott i Handen söder om Stockholm [5].
- 23 januari – Jan Halldoffs film Livet är stenkul, om popålderns livsmönster, har premiär [6].
- 25 januari – Ubåten HMS Sjöormen, den första ubåten av Sjöormenklassen, som kan vistas i undervattensläge i flera veckor, sjösätts hos Kockums i Malmö [6].
- 27 januari – Sovjetunionen, USA och Storbritannien sluter avtal om världsrymdens fredliga utnyttjande [1].
- 30 januari – Kryddgårdsskolan i Enköping eldhärjas, fyra personer omkommer, varav två elever.[7]
- 31 januari – Med sin doktorsavhandling om Skåpojkarnas hemmiljö lanserar Gustav Jonsson begreppet "Det sociala arvet" [6].

### Februari
- 3 februari – Ronald Ryan hängs i delstaten Victoria i Australien för mordet på en fängelsevakt under en flykt i december 1965. Han blir den siste att avrättas i Australien (den sista dödsdomen omvandlas 1985).
- 6 februari – USA sprider avlövningsmedel över Nordvietnams skogar [8].
- 7 februari – Statsägda Uddevallavarvet drabbas av drastiska nedskärningar. 900 arbetare måste lämna varvet då den internationella konkurrensen hårdnat. Största hotet är Japan [3].
- 8 februari – Den första provflygningen av prototypen Saab 37 Viggen genomförs [9] av Erik Dahlström.

### Mars
- 5 mars – Den nybildade Cullbergbaletten har premiär på Stockholms Stadsteater med fem nyskrivna verk med musik av bland andra Karl-Birger Blomdahl. Koreografen Birgit Cullberg bildar ensemblen efter några år i New York [3].
- 12 mars – Josef Stalins dotter Svetlana hoppar av i Schweiz och beviljas inresetillstånd i USA [5].
- 15 mars – Brasiliens förenta stater blir förbundsrepubliken Brasilien [10]
- 18 mars – Liberianska tankern "Torrey Canyon" går på grund i hårt väder vid Englands sydvästkust. Fartyget bryts i tre delar på några dagar, och 120 000 ton råolja läcker ut [8].
- 28 mars – Liberianska tankern "Torrey Canyon" bombas med napalm och enheter ur brittiska armén och flottan samt tusentals frivilliga deltar i saneringsarbetet. Över 30 000 sjöfåglar dödas.[8]
- Mars – Årekompromissen i den svenska grundlagsberedningen sluts. Samtliga svenska riksdagsledamöter binder sig för enkammarriksdag med 350 ledamöter (varav 40 utjämningsmandat). Man skall också införa fyraprocentsspärr och gemensam valdag för riksdag, kommun och landsting.

### April
- April – Göteborg, Sverige får ett modernt stadsbibliotek [11].
- 5 april – En konvention löser den svensk-norska konflikten om Grisbådarna.
- 11 april – Stora oljemängder från liberianska tankerfartyget Torrey Canyon driver mot Bretagnes kust och förstör hundratals ostronbankar och omöjliggör fisket [8]
- 16 april –  Trettonåriga Alvar Larsson försvinner spårlös på Sirkön  i Småland. Femton år senare så hittas hans kranium på Klasön. Vad som hänt honom förblir ett mysterium.
- 20 april – En Globe Air-Bristol Britannia-turboprop havererar utanför Nicosia, Cypern och 126 personer dödas.[12][13]
- 21 april
  - En militärjunta under ledning av Georgios Papadopoulos tar makten i Grekland genom en statskupp [2].
  - Hans Alsér och Kjell Johansson från Sverige vinner för första gången herrdubbeln i Världsmästerskapen i bordtennis 1967; i finalen förlorar Stanislav Gomozkov och Anatolij Amelin från Sovjetunionen.[3].
- 23 april
  - Över 2000 personer deltar i en protestmarsch i Stockholm mot militärkuppen i Grekland två dagar tidigare.
  - Danspalatset Nalen i Stockholm, som varit nöjespalats sedan tidigt 1900-tal stängs, läggs ner [3], och blir frikyrka [6].
- 24 april–10 maj – Russelltribunalen mot USA:s krigföring i Indokina hålls i Stockholm, och samlar internationella kulturpersoner [6].

### Maj

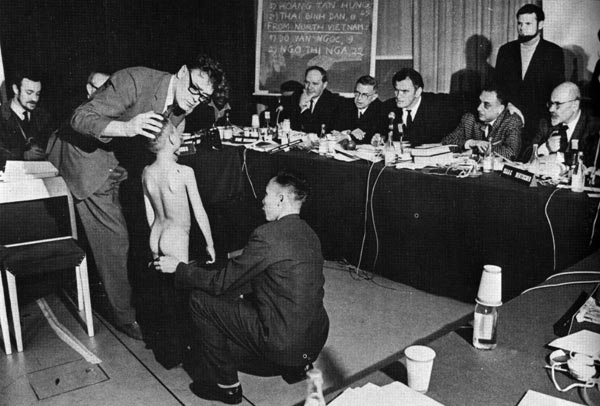
Russelltribunalen i Stockholm slår fast att USA bryter mot internationell rätt med sin krigföring i Indokina.

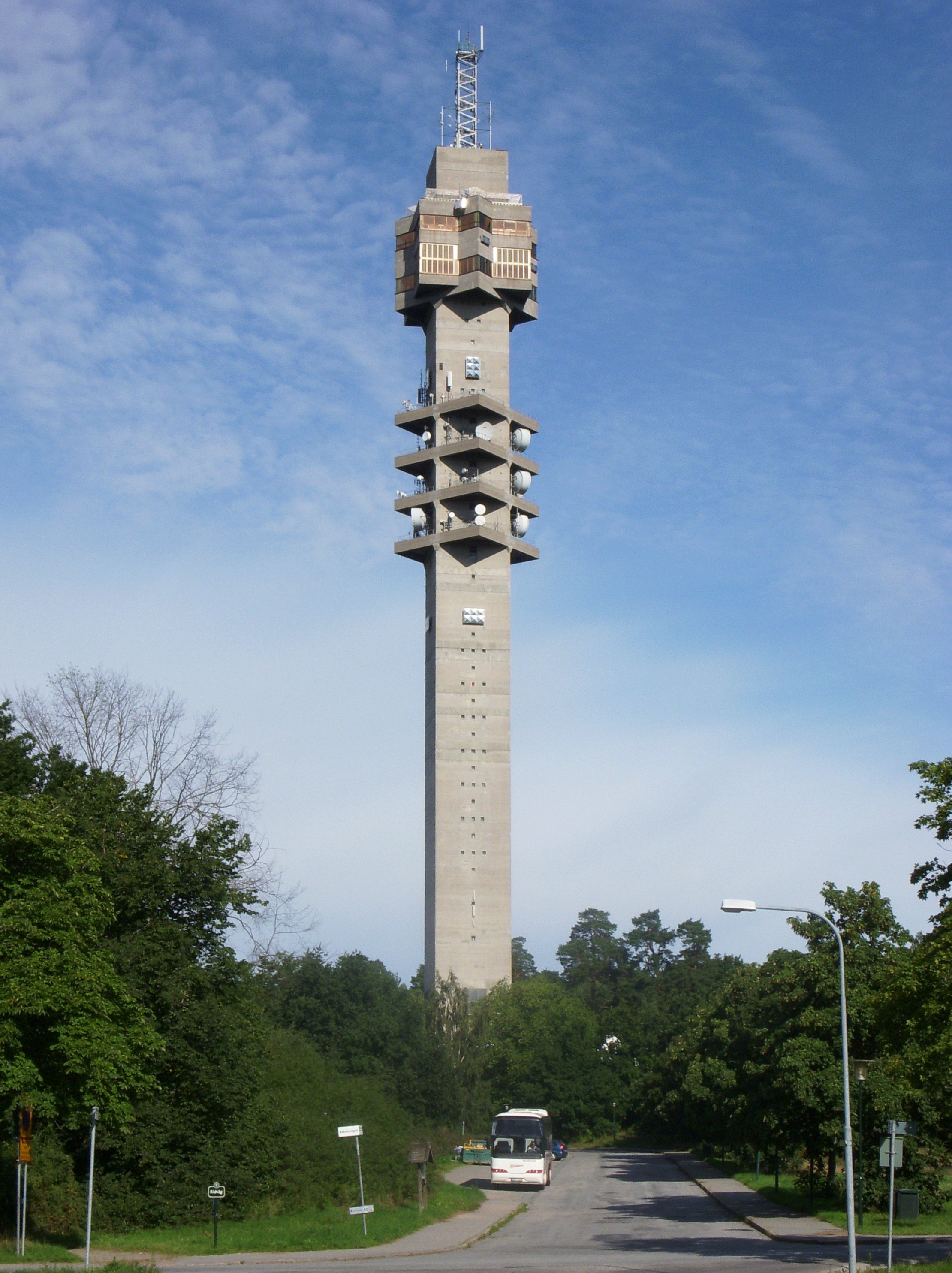
Kaknästornet i Stockholm, varifrån TV-sändningar skall ske, invigs och är Nordens högsta byggnad med sina 155 meter.

Inbördeskriget i Nigeria.

- 1 maj – Elvis Presley och Priscilla Beaulieu gifter sig i Las Vegas [5].
- 10 maj
  - Russeltribunalen i Stockholm slår fast att USA bryter mot internationell rätt med sin krigföring i Indokina [2].
  - Sveriges riksdag beslutar att inrätta ett trafiksäkerhetsverk [6].
- 12 maj
  - Kaknästornet i Stockholm, varifrån TV-sändningar skall ske, invigs och är Nordens högsta byggnad [6] med sina 155 meter.
  - I Sverige bildas Statens naturvårdsverk, som ansvarar för natur-, vatten- och luftvård, genom sammanslagning av Statens naturvårdsnämnd och Statens vatteninspektion. Dess första uppgift är att ta fram underlag till ny lagstiftning mot föroreningar av luft och vatten [3].
  - Pia Degermark från Sverige utses till bästa kvinnliga skådespelare (Prix d'interprétation féminine) vid filmfestivalen i Cannes för sin roll i Bo Widerbergs film "Elvira Madigan" [5].
- 15 maj – Sveriges kommunistiska parti (SKP) beslutar på sin kongress att byta namn till Vänsterpartiet kommunisterna (VPK) [2]).
- 22 maj – Varuhuset L'Innovation i Bryssel förstörs i en brand, 322 människor omkommer [5].
- 30 maj – Biafra förklarar sig självständigt från Nigeria [5].
- Maj – Den svenska regeringen lägger proposition om avskaffande av hyresregleringen. Mitten är dock mot och regeringen drar så småningom tillbaka propositionen.

### Juni
- 5 juni

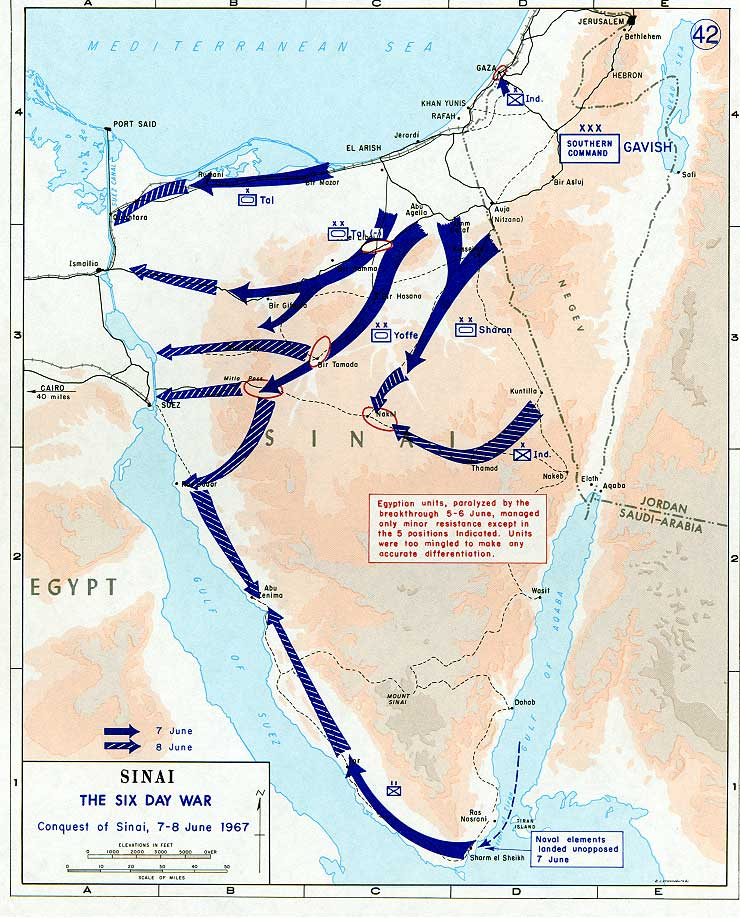
Sexdagarskriget.

  - Sexdagarskriget inleds när Israel anfaller Egypten och bland annat lyckas erövra Västbanken och Sinaihalvön [2]. Israels armé under Moshe Dayan erövrar stora landområden [5].
  - Egypten blockerar Suezkanalen med sänkta fartyg [1].
- 10 juni – Sexdagarskriget är över [1].
- 11 juni – Tångfabrikören och riksdagsledamoten Sven Wedén väljs till ledare för Folkpartiet efter Bertil Ohlin [2].
- 12 juni – USA:s högsta domstol fastslår i fallet Loving mot Virginia att delstatslagar som hindrar blandäktenskap mellan raser strider mot USA:s konstitution.[14]
- 25 juni
  - Amerikanska världsmästaren i tungviktsboxning Muhammad Ali är kritisk till USA:s krigföring i Indokina och när han vägrar göra militärtjänst döms han till fem års fängelse. Han mister världsmästartiteln [2].
  - Ett nytt svenskt parti på yttersta vänsterkanten, Kommunistiska förbundet marxist-leninisterna (KFML), bildas [6].

### Juli
- 1 juli – Statens Naturvårdsverk bildas genom sammanslagning av Statens vatteninspektion och Statens natur- och luftvårdsnämnd.
- 3 juli – Bror Rexed blir ny generaldirektör för Medicinalstyrelsen och uppmanar personalen bestående av 200 anställda att dua honom; [3] "Du" och förnamn blir tilltal på hela verket [6].
- 13 juli – Svåra raskravaller rasar i flera städer i USA, bland annat dödas 26 människor i Newark [2].
- 28 juli – Sveriges regering inlämnar en ny framställan om medlemskapsförhandlingar i EEC [15]. Då Frankrike åter lägger in sitt veto mot Storbritannien strandar Sveriges förhandlingar.

### Augusti
- Augusti – Nigeria går till angrepp mot utbrytarstaten Biafra [5].
- 9 augusti – Klubb Filips, den första psykedeliska musikklubben i Skandinavien, öppnar på Regeringsgatan i Stockholm.
- 16 augusti – Det svenska flygplanet Flygande tunnan tas ur bruk.
- 31 augusti – Bröderna Fåglum vinner tempoloppet för Sverige vid världsmästerskapen i landsvägscykling i Nederländerna [2].

### September

Sverige inför högertrafik.

- 3 september – Klockan 05:00 går Sverige över till högertrafik efter flera års förberedelser och trafiksäkerhetspropaganda. Förberedelserna tog fyra år, och kostade omkring 600 miljoner SEK [2]. Inför detta levereras den första svensktillverkade ledbussen [6]. Trafikomläggningen övervakas av 8 000 poliser och värnpliktiga, och under övergångsnatten arbetar 20 000 personer med att anpassa 350 000 vägtrafikmärken för högertrafiken [3].
- 6 september – Sveriges ecklesiastikminister Ragnar Edenman (s) avgår och ersätts av Olof Palme (s).
- 11 september
  - Sveriges första narkotikahundar är klara att börja nosa [6].
  - Vilgot Sjömans film Jag är nyfiken - gul har premiär och anses rasera flera tabugränser [6].
  - Den svenska Provierörelsen upplöses.
- 17 september – Kravaller vid fotbollsmatch i Turkiet. 44 dödade och 400 skadade [16].
- 20 september
  - Västra delen av Nigeria bryter sig loss och bildar självständiga Republiken Benin [2].
  - Lyxångaren Queen Elizabeth 2 sjösätts.
- 21 september – En orkan över Haiti, Mexiko och Texas, USA vållar skador för 5 miljarder SEK [8]

### Oktober
- 5 oktober – Omar Ali Saifuddin III abdikerar och hans son Hassanal Bolkiah blir ny sultan av Brunei.
- 8 oktober – Den marxistiske revolutionären och gerillaledaren Ernesto "Che" Guevara blir, 39 år gammal, ihjälskjuten under eldstrid mellan partisaner och regeringstrupper i Bolivia [2] i La Higuera efter en jakt ledd av Félix Rodríguez från CIA.
- 17 oktober – Södra och mellersta Sverige drabbas av en orkan som fäller skog och river ner byggnadsställningar [6]. Under orkanen uppmäts också den högsta vindmedelhastigheten någonsin i Sverige, 40 m/s på Ölands södra grund [17].
- 18 oktober – Disneyfilmen Djungelboken har världspremiär.
- 21 oktober – De största svenska demonstrationerna mot USA:s krigföring i Vietnam samlar 12 000 deltagare på ett 30-tal platser i Sverige [6].

### November

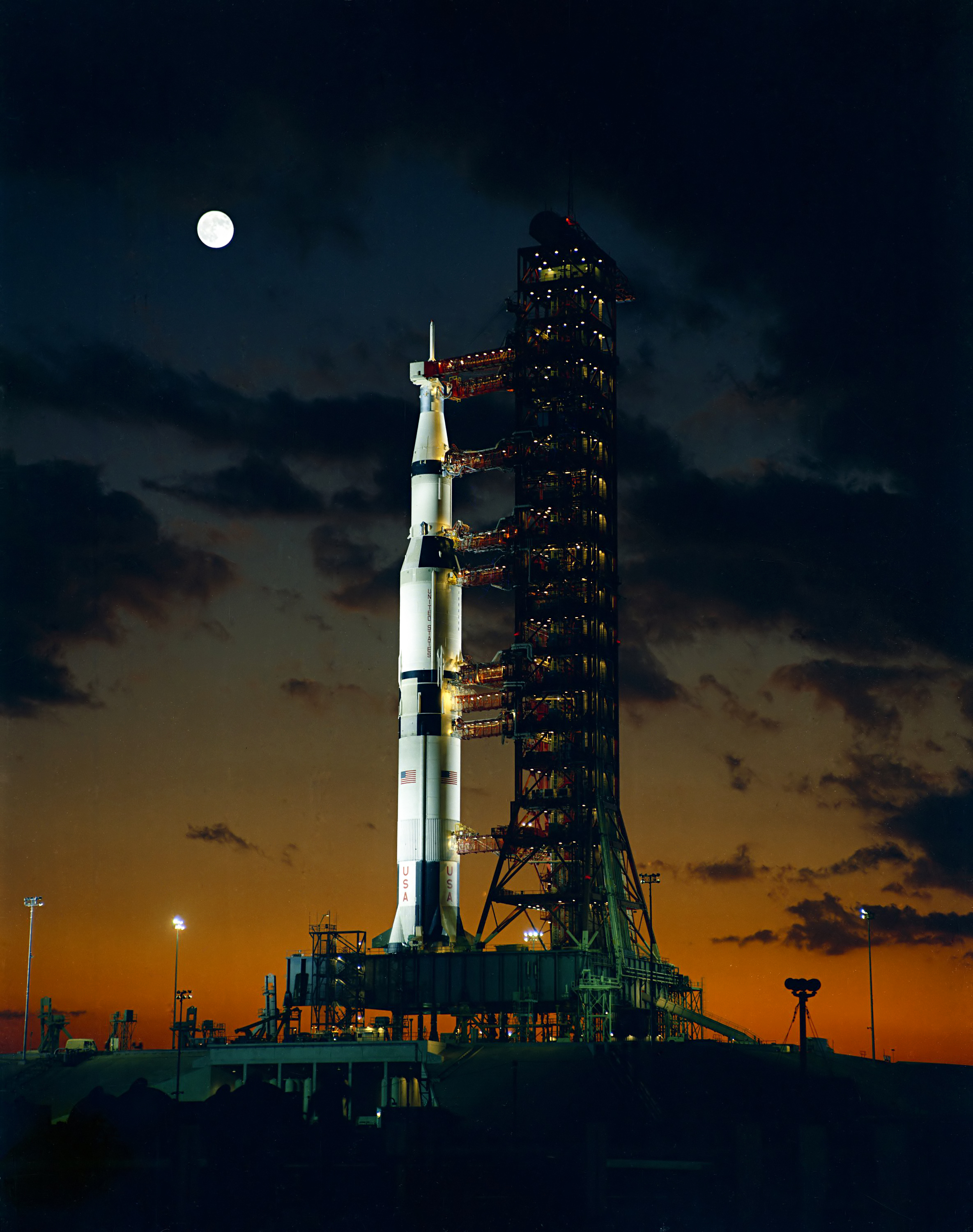
Den första testflygningen av en Saturn V-raket genomförs.

- November – I Italien sätter våldsamma skyfall 2/3 av Florens under vatten, och flera konstskatter och kulturhistoriskt värdefulla hus förstörs. Även Venedig och Podalen drabbas svårt [8].
- 9 november – Den första testflygningen av en Saturn V-raket genomförs.
- 14 november – Försäljning av fisk från ett 40-tal svenska sjöar stoppas, efter att höga halter av kvicksilver har uppmäts i fångad fisk [3].
- 15 november – Bror Rexed blir generaldirektör för nya Socialstyrelsen, som inkorporerats med gamla Medicinalstyrelsen [2].
- 27 november – Volvo presenterar kombiversionen av 144.

### December
- 3 december – Världens första hjärttransplantation genomförs på ett sjukhus i Kapstaden i Sydafrika, och leds av professor Christiaan Barnard [2].
- 7 december – Sveriges riksdag stoppar efter lång debatt Vindelälven från att byggas ut [6].
- 14 december – Kung Konstantin II av Grekland går i exil efter misslyckad motkupp [1].
- 20 december
  - Efter ett Vietnammöte i Folkets hus i Stockholm drabbar tusentalet demonstranter samman med 150 poliser [6].
  - Bråk uppstår i Stockholm och Göteborg när svensk polis försöker hindra FNL-anhängare som demonstrerar mot USA:s krigföring i Indokina. Svenske författaren Jan Myrdal finns bland de 40 gripna [3].
- 30 december – Det första spadtaget för Ölandsbron tas av kommunikationsminister Svante Lundkvist.

### Okänt datum
- USA skickar tre militära transportflygplan med besättning till Kongo-Léopoldville för att stödja centralregeringen under en revolt [18].
- Sverige slutar, efter dödsfall och ökat missbruk, ge missbrukare fri narkotika på försök sedan RÅ stoppat detta.[19].
- Sverige beslutar att bryta COCOM och inte i hemlighet följa deras exportlistor.
- Sveriges riksdag antar ett jordbrukspolitiskt beslut om accelererad rationalisering och krympt jordbruksproduktion [20].
- Ett jordbruksbeslut i den svenska riksdagen resulterar i en liberalisering av prisregleringen och marklagstiftningen.
- Den svenska Medicinalstyrelsen föreslår en snabbt utbyggd missbrukarbehandling för att möta det ökande narkotikamissbruket.
- De förenade FNL-grupperna (DFFG) bildas i Sverige. Det är en paraplyorganisation, som skall samordna de svenska demonstrationerna mot Vietnamkriget.
- Utlänningsutredningen avger sitt slutbetänkande, vilket är början till den svenska invandringspolitiken. Kraven angående arbetskraftsinvandringen skärps ytterligare.
- Högskolan i Karlstad bildas som filial till Göteborgs universitet.
- Den statliga Sveriges investeringsbank bildas i syfte att underlätta en strukturomvandling inom det svenska näringslivet.
- Det första containerfartyget lossar sin last i Stockholms hamn.
- I Sverige avskaffar Riksidrottsförbundet kravet på att idrott skall bedrivas amatörmässigt, varmed proffsidrott i Riksidrottsförbundets regi godkänns i Sverige.
- Företaget Boeing startar produktionen av flygplanet Boeing 737.
- I Sverige höjer tipstjänst maxvinsten per rad från 350 000 till en halv miljon [6].
- En tio kilos silverskatt från 1100-talet plöjs upp på Gotland [6].
- Sveriges första vin- och spritmuseum invigs i Stockholm [6].
- Sverige förbjuder försäljning av kvicksilverförgiftad fisk från ett 40-tal sjöar [6].
- Nytt köpcentrum invigs i Munkfors [21].
- Året var 1967, Sveriges Television

## Födda

### Första kvartalet

#### Januari
- 2 januari – Tia Carrere, amerikansk skådespelare.
- 5 januari
  - Ferdinando Gandolfi, italiensk vattenpolospelare.
  - Alexandre Najjar, libanesisk författare.
- 7 januari
  - Nick Clegg, brittisk politiker.
  - Jacob Ericksson, svensk skådespelare.
- 8 januari – Tom Watson, brittisk ledamot av underhuset för Labour 2001–2019, ledamot av överhuset från 2022.
- 10 januari – Magnus Krepper, svensk skådespelare, dansare och sångare.
- 14 januari – Emily Watson, brittisk skådespelare.
- 20 januari
  - Alexander Ahndoril, svensk författare och dramatiker.
  - Katarina Andersson, svensk skådespelare och operasångare (sopran).
  - Mika Niikko, finländsk politiker.
- 21 januari – Ulf Dahlén, svensk ishockeyspelare och -tränare.
- 22 januari – Åsa Johannisson, svensk skådespelare, koreograf, regiassistent och sångare.
- 24 januari – John Myung, amerikansk musiker, basist i Dream Theater.
- 25 januari – Karin Ingebäck, svensk operasångerska.
- 30 januari – Tino Vegar, kroatisk vattenpolospelare.
- 31 januari – Chad Channing, amerikansk musiker, Nirvanas första trummis.

#### Februari
- 2 februari – Artūrs Irbe, lettisk ishockeymålvakt.
- 4 februari – Felix Herngren, svensk skådespelare och regissör.
- 7 februari – Rickard Olsson, svensk programledare.
- 8 februari – Eric Donell, svensk skådespelare, regissör, manusförfattare och producent.
- 11 februari – Karl Dyall, svensk dansare, koreograf, sångare och skådespelare.
- 14 februari – Calle Johansson, svensk ishockeyspelare.
- 19 februari
  - Benicio del Toro, puertoricansk skådespelare.
  - Niclas Kindvall, svensk fotbollsspelare.
- 20 februari
  - Kurt Cobain, amerikansk musiker, sångare i Nirvana.
  - Laura Dern, amerikansk skådespelare.
  - Lili Taylor, amerikansk skådespelare.
- 23 februari – Alan Gilbert, amerikansk dirigent.
- 25 februari – Ed Balls, brittisk parlamentsledamot för Labour 2005–2015.

#### Mars
- 1 mars – Niclas Abrahamsson, svensk regissör, skådespelare och vissångare.
- 2 mars – Kjell Wilhelmsen, svensk skådespelare.
- 13 mars – Andres Escobar, colombiansk fotbollsspelare, back.
- 15 mars – Thomas Öberg, svensk musiker, sångare i bob hund, Bergman rock, Sci-Fi SKANE samt 27#11.
- 16 mars – Lauren Graham, amerikansk skådespelare.
- 17 mars – Billy Corgan, amerikansk musiker och sångare.
- 19 mars – Hasse Brontén, svensk ståuppkomiker och polis.
- 20 mars
  - Conny Nimmersjö, svensk musiker, gitarrist i bob hund och Bergman rock.
  - Ruddy Rodriguez, venezuelansk skådespelare.
- 24 mars – Katia Polletin, österrikisk skådespelare.
- 25 mars
  - Sophie Tolstoy, svensk skådespelare och teaterregissör.
  - Matthew Barney, brittisk skådespelare och filmregissör.
- 30 mars – Jens Kruuse, svensk författare.
- 31 mars – Daniel Fridell, svensk regissör, manusförfattare och producent.

### Andra kvartalet

#### April
- 3 april – Malena Engström, svensk skådespelare.
- 5 april – Laima Zilporytė, litauisk tävlingscyklist.
- 6 april – Jonathan Firth, brittisk skådespelare.
- 14 april – Anna Dunér, svensk författare och skribent.
- 16 april – Maria Bello, amerikansk skådespelare.
- 17 april – Henry Ian Cusick, brittisk skådespelare.
- 20 april – Mike Portnoy, amerikansk musiker, trummis.
- 22 april
  - Sheryl Lee, tysk-amerikansk skådespelare
  - Tine Skolmen,

norsk programledare och musikjournalist.
- 23 april – Melina Kanakaredes, amerikansk skådespelare.
- 26 april – Mike Masters, amerikansk fotbollsspelare.
- 27 april – Willem-Alexander, kung av Nederländerna 2013–.
- 30 april – Philip Kirkorov, rysk sångare, skådespelare, musikalartist och tv-personlighet.

#### Maj
- 1 maj – Tim McGraw, amerikansk countryartist.
- 2 maj – David Rocastle, engelsk fotbollsspelare. (död 2001)
- 4 maj – Rolf Carlsson, svensk artist, låtskrivare och författare.
- 5 maj – Camilla Lundén, svensk skådespelare.
- 7 maj
  - Martin Bryant, australisk massmördare som dödade 35 människor vid Port Arthurmassakern i Tasmanien 28 april 1996.
  - Vincent Radermecker, belgisk racerförare.
- 13 maj – Chuck Schuldiner, amerikansk gitarrist och sångare, grundare av bandet Death. (död 2001)
- 15 maj – Madhuri Dixit, indisk skådespelare.
- 17 maj – Cameron Bancroft, kanadensisk skådespelare.
- 18 maj – Heinz-Harald Frentzen, tysk racerförare.
- 19 maj – Alexia, sångerska.
- 20 maj – Graham Brady, brittisk politiker, parlamentsledamot (Conservative Party).
- 22 maj – Brooke Smith, amerikansk skådespelare.
- 26 maj – Kristen Pfaff, amerikansk basist. (död 1994)
- 27 maj – Paul Gascoigne, engelsk fotbollsspelare och -tränare.
- 29 maj
  - Noel Gallagher, brittisk musiker, låtskrivare och gitarrist i Oasis.
  - Andres Lokko, svensk musikjournalist, krönikör och manusförfattare.
  - Peter Simson, svensk sångare och underhållare.
- 31 maj – Sandrine Bonnaire, fransk skådespelare.

#### Juni
- 2 juni – Mattias Knave, svensk skådespelare.
- 6 juni – Paul Giamatti, amerikansk skådespelare.
- 10 juni – Peder Ernerot, svensk sångtextförfattare, kompositör, manusförfattare och musiker.
- 14 juni – Patrick J. Kennedy, amerikansk demokratisk politiker.
- 15 juni – Eric Stefani, amerikansk musiker och animatör.
- 20 juni – Nicole Kidman, australisk-amerikansk skådespelare.
- 24 juni
  - Jonas Inde, svensk skådespelare och manusförfattare.
  - Richard Z. Kruspe-Bernstein, tysk musiker, gitarrist och grundare av bandet Rammstein.
- 27 juni – Inga Babakova, ukrainsk höjdhoppare.
- 28 juni – Gil Bellows, kanadensisk skådespelare.
- 29 juni – Melora Hardin, amerikansk skådespelare.

### Tredje kvartalet

#### Juli
- 1 juli – Pamela Anderson, amerikansk skådespelare.
- 2 juli – Mike Collins, amerikansk republikansk politiker.
- 8 juli – Magnus Erlingmark, svensk fotbollsspelare.
- 12 juli – John Petrucci, amerikansk musiker, gitarrist i Dream Theater.
- 16 juli
  - Will Ferrell, amerikansk skådespelare.
  - Mikko Kinnunen, finländsk politiker.
- 17 juli – Regina Lund, svensk skådespelare och sångerska.
- 18 juli
  - Molly Culver, amerikansk skådespelare och fotomodell.
  - Vin Diesel, amerikansk skådespelare, regissör och filmproducent.
- 19 juli – Yaël Abecassis, israelisk skådespelare.
- 20 juli
  - Reed Diamond, amerikansk skådespelare.
  - Agneta Sjödin, svensk programledare i TV.
- 23 juli
  - Philip Seymour Hoffman, amerikansk skådespelare. (död 2014)
  - Titiyo, svensk sångare.
- 24 juli – Dražen Zečić, kroatisk sångare.
- 25 juli
  - Magdalena Forsberg, svensk skidskytt och längskidåkare.
  - Matt LeBlanc, amerikansk skådespelare.
- 26 juli
  - Camilla Lagerqvist, svensk författare
  - Jason Statham, brittisk skådespelare
- 31 juli – Nina Bouraoui, fransk författare.

#### Augusti
- 4 augusti – Simon Norrthon, svensk skådespelare.
- 13 augusti – Amélie Nothomb, belgisk författare.
- 16 augusti
  - Ulrika Jonsson, brittisk TV-programledare, skådespelare och författare.
  - CajsaStina Åkerström, svensk sångerska.
- 18 augusti – Dan Peters, amerikansk trummis.
- 19 augusti – Mika Kari, finländsk socialdemokratisk politiker.
- 21 augusti
  - Carrie-Anne Moss, kanadensisk skådespelare.
  - Serj Tankian, armenisk/amerikansk sångare.
- 22 augusti
  - Layne Staley, amerikansk sångare i Alice in Chains.
  - Adewale Akinnuoye-Agbaje, brittisk skådespelare, av nigerianska föräldrar.
- 24 augusti
  - Jan Eriksson, svensk fotbollsspelare.
  - Claes Åkeson, svensk TV-programledare.
- 25 augusti – Tom Hollander, brittisk skådespelare.
- 26 augusti – Oleg Taktarov, rysk skådespelare.
- 28 augusti – Erik Haag, svensk programledare, regissör, komiker och manusförfattare.
- 29 augusti
  - Neil Gorsuch, amerikansk jurist, rättsfilosof och domare.
  - Jiří Růžek, tjeckisk fotograf.
- 30 augusti – Catrin Nilsmark, svensk golfspelare.

#### September
- 1 september – Eva Westerling,

svensk skådespelare och sjukhusclown.
- 2 september – Gustaf Hammarsten, svensk skådespelare.
- 3 september – Daron Acemoğlu, turkisk-armenisk nationalekonom.
- 4 september – Vicente Gonzalez, amerikansk demokratisk politiker.
- 7 september – Leslie Jones, amerikansk komiker.
- 9 september – Akshay Kumar, indisk skådespelare.
- 11 september
  - Pandeli Majko, albansk regeringschef.
  - Harry Connick Jr., amerikansk skådespelare.
- 13 september – Michael Johnson, amerikansk friidrottare.
- 17 september – Anne Louise Hassing, dansk skådespelare.
- 18 september
  - Tara Fitzgerald, brittisk skådespelare.
  - Roberto Rosetti, italiensk fotbollsdomare.
- 21 september – Faith Hill, amerikansk country- och popsångerska.
- 26 september – Shannon Hoon, amerikansk musiker.
- 28 september – Mira Sorvino, amerikansk skådespelare.
- 29 september
  - Brett Anderson, brittisk sångare.
  - Rufus Sewell, amerikansk skådespelare.

### Fjärde kvartalet

#### Oktober
- 1 oktober – Cilla Thorell, svensk skådespelare.
- 2 oktober
  - Frankie Fredericks, namibisk friidrottare.
  - Alex Karp, amerikansk affärsman.
- 5 oktober – Guy Pearce, australiensisk skådespelare.
- 6 oktober – Kennet Andersson, svensk fotbollsspelare.
- 7 oktober – Fredrik Egerstrand, svensk skådespelare, regissör och konstnär.
- 9 oktober
  - Artur Davis, amerikansk politiker, kongressledamot 2003-2011.
  - Anders Jansson, svensk komiker och skådespelare.
- 10 oktober – Gavin Newsom, amerikansk politiker, guvernör i Kalifornien
- 13 oktober
  - Javier Sotomayor, kubansk friidrottare.
  - Kate Walsh, amerikansk skådespelare
- 15 oktober – Götz Otto, tysk skådespelare.
- 17 oktober – René Dif, dansk musiker och skådespelare.
- 21 oktober – Fridtjof Mjøen, norsk skådespelare.
- 22 oktober – Ulrike Maier, österrikisk alpin skidåkare.
- 26 oktober – Douglas Alexander, brittisk parlamentsledamot för Labour.
- 28 oktober – Julia Roberts, amerikansk skådespelare.
- 30 oktober – Maria Fagerberg, svensk författare.

#### November
- 2 november
  - Diego Bertie, peruansk skådespelare.
  - Scott Walker, amerikansk politiker.
- 5 november – Judy Reyes, amerikansk skådespelare.
- 6 november – Rebecca Schaeffer, amerikansk skådespelare.
- 7 november – Sharleen Spiteri, brittisk sångare i de skotska bandet Texas.
- 7 november – David Guetta, fransk musikproducent och DJ
- 8 november – Courtney Thorne-Smith, amerikansk skådespelare.
- 13 november
  - Steve Zahn, amerikansk skådespelare.
  - Kristen Gilbert, amerikansk seriemördare.
- 16 november – Lisa Bonet, amerikansk skådespelare
- 18 november – Bruce Westerman, amerikansk republikansk politiker.
- 20 november – Vivian Chow, kinesisk skådespelare.
- 22 november
  - Boris Becker, tysk tennisspelare.
  - Mark Ruffalo, amerikansk skådespelare.
- 24 november – Shahid Malik, brittisk parlamentsledamot för Labour 2005–2010.
- 28 november – Anna Nicole Smith, amerikansk modell, skådespelare och författare.
- 30 november – Åsa Forsblad, svensk skådespelare.

#### December
- 2 december
  - Mary Creagh, brittisk parlamentsledamot för Labour 2005–2019 och från 2024.
  - Nick Cheung, kinesisk skådespelare.
- 4 december – Paula Nielsen, svensk skådespelare och dansare.
- 7 december – Ray Jones IV, svensk skådespelare.
- 9 december – Joshua Bell, amerikansk violinist.
- 13 december – Jamie Foxx, amerikansk skådespelare och sångare.
- 16 december
  - Donovan Bailey, kanadensisk friidrottare, sprinter.
  - Miranda Otto, australisk skådespelare.
- 19 december – Johan Wester, svensk komiker och filmproducent.
- 21 december – Micheil Saakasjvili, georgisk president.
- 22 december – Richey James Edwards, brittisk musiker, basist i Manic Street Preachers 1988–1995.
- 23 december – Eeva-Maria Maijala, finländsk politiker.
- 24 december
  - Monica Scapparone, argentinsk skådespelare.
  - Pernilla Wahlgren, svensk skådespelare och artist.
- 25 december – Jason Thirsk, amerikansk musiker, basist.
- 29 december – Evan Seinfeld, amerikansk skådespelare och musiker.

## Avlidna

### Första kvartalet

#### Januari
- 3 januari
  - Jack Ruby, 55, mannen som mördade Lee Harvey Oswald, John F. Kennedys förmodade mördare.
  - Erik Rosén, 83, svensk skådespelare och textförfattare.
- 4 januari – Donald Campbell, 45, brittisk bil- och motorbåtsförare.
- 7 januari – Albin Erlandzon, 80, svensk skådespelare.
- 8 januari – Kolbjörn Knudsen, 69, svensk skådespelare.
- 14 januari – Miklós Kállay, 79, ungersk diplomat och politiker, premiärminister 1942–1944.
- 21 januari – Ann Sheridan, 51, amerikansk skådespelare.
- 27 januari
  - Alphonse Juin, 78, fransk marskalk.
  - Edward White, 36, amerikansk astronaut.
  - Roger B. Chaffee, 31, amerikansk astronaut.
  - Virgil Grissom, 40, amerikansk astronaut.

#### Februari
- 5 februari – Violeta Parra, 49, chilensk folkmusiker.
- 6 februari – Henry Morgenthau, 75, amerikansk politiker.
- 11 februari – Simon Brehm, 45, svensk orkesterledare.
- 18 februari – Robert Oppenheimer, 62, amerikansk kärnfysiker, ledare för Manhattanprojektet.
- 24 februari – Franz Waxman, 60, tysk-amerikansk kompositör av filmmusik.

#### Mars
- 2 mars – Sven Björkman, 50, svensk skådespelare, författare, kåsör, manusförfattare, kompositör, sångtextförfattare.
- 4 mars – Mauritz Strömbom, 73, svensk skådespelare.
- 6 mars – Zoltán Kodály, 84, ungersk kompositör.
- 15 mars – Curt Löwgren, 58, svensk skådespelare.
- 25 mars – Dagmar Bentzen, 64, svensk skådespelare.
- 26 mars – Åke Hylén, 39, svensk skådespelare och stillbildsfotograf.
- 30 mars – Olof Enderlein, 67, svensk militär.

### Andra kvartalet

#### April
- 1 april – Sixten Sason, 55, svensk industriformgivare.
- 5 april
  - Johan Falkberget, 87, norsk författare.
  - Hermann Joseph Muller, 76, amerikansk genetiker, mottagare av Nobelpriset i fysiologi eller medicin 1946.
- 19 april – Konrad Adenauer, 91, tysk politiker, västtysk förbundskansler 1949–1963, utrikesminister 1951–1955.
- 21 april – Torsten Friis, 84, svensk före detta flygvapenchef.
- 24 april – Enrico Dante, 82, italiensk kardinal.
- 25 april – Walter Lindström, 74, svensk skådespelare.
- 29 april – Claude Wickard, 74, amerikansk demokratisk politiker, USA:s jordbruksminister 1940–1945 (bilolycka).

#### Maj
- 4 maj – Bengt von Törne, 75, finlandssvensk tonsättare, konstkännare och essäist.
- 10 maj – Lorenzo Bandini, 31, italiensk racerförare
- 15 maj – Edward Hopper, 84, amerikansk målare.
- 22 maj – Langston Hughes, 65, amerikansk poet.
- 23 maj – Carl-Henrik Norin, 47, svensk kapellmästare, musikarrangör, kompositör och jazzmusiker (tenorsaxofon).
- 24 maj – Géza Lakatos, 77, ungersk general och politiker.
- 25 maj – Lennart Wallén, 52, svensk filmklippare och regissör.
- 26 maj – Gideon Ståhlberg, 59, svensk stormästare i schack.
- 29 maj – Åke Claesson, 77, svensk skådespelare och sångare.
- 30 maj – Tekla Sjöblom, 88, svensk skådespelare.
- 31 maj – Billy Strayhorn, 51, amerikansk jazzmusiker.

#### Juni
- 2 juni – Benno Ohnesorg, 26, tysk student och pacifist.
- 7 juni – Gustav Nordensvan, svensk ingenjör, journalist med aviatördiplom nr 25.
- 10 juni
  - Gösta Sjöberg, 86, svensk journalist, tidningsman, författare och manusförfattare.
  - Spencer Tracy, 67, amerikansk skådespelare.
- 18 juni – Giacomo Russo, 29, italiensk racerförare.
- 23 juni – Benjamin Abrams, 73, amerikansk affärsman.
- 24 juni – Signe Lundberg-Settergren, 85, svensk skådespelare.
- 26 juni – Françoise Dorléac, 25, fransk skådespelare.
- 29 juni – Jayne Mansfield, 34, amerikansk skådespelare.

### Tredje kvartalet

#### Juli
- 4 juli – Stieg Trenter, 52, svensk journalist och deckarförfattare[6].
- 7 juli – Vivien Leigh, 53, brittisk skådespelare.
- 13 juli – Tom Simpson, 29, brittisk landsvägcyklist.
- 17 juli – John Coltrane, 40, amerikansk jazzmusiker och tenorsaxofonist.
- 21 juli – Basil Rathbone, 75, amerikansk skådespelare.
- 22 juli – Carl Sandburg, 89, amerikansk författare av svenskt ursprung.
- 24 juli – Constance Bennett, 60, amerikansk skådespelare.
- 30 juli – Alfried Krupp von Bohlen und Halbach, 59, tysk vapentillverkare och krigsförbrytare.

#### Augusti
- 6 augusti – Maj Törnblad, 56, svensk skådespelare.
- 15 augusti – René Magritte, 68, belgisk konstnär[1].
- 19 augusti – Hugo Gernsback, 83, amerikansk science fiction-författare.
- 21 augusti – Sven Bertil Norberg, 55, svensk skådespelare.
- 25 augusti
  - Paul Muni, 71, amerikansk skådespelare.
  - George Lincoln Rockwell, 49, amerikansk nynazistisk aktivist. Grundare av American Nazi Party.
- 30 augusti – Ad Reinhardt, 53, amerikansk målare.

#### September
- 2 september – Ilse Koch, 60, tysk koncentrationslägervakt, krigsförbrytare.
- 5 september
  - Tor Borong, 80, svensk skådespelare och inspicient.
  - Alfred Maurstad, 71, norsk skådespelare och regissör.
- 16 september – Eberhard Hempel, 81, tysk arkitekturhistoriker, professor och författare.
- 18 september – Adrienne von Speyr, 64, schweizisk katolsk läkare och mystiker.
- 22 september – Marion Davies, 64, amerikansk skådespelare.
- 24 september – Robert van Gulik, 57, nederländsk deckarförfattare, doktor i sinologi och diplomat.

### Tredje kvartalet

#### Oktober
- 3 oktober – Woody Guthrie, 55, amerikansk musiker.
- 5 oktober – Stanley C. Wilson, 88, amerikansk republikansk politiker, guvernör i Vermont 1931–1935.
- 8 oktober – Clement Attlee, 84, brittisk politiker.
- 9 oktober – Che Guevara, 39, argentinsk politiker.
- 15 oktober – Carl Apoloff, 97, svensk skådespelare.
- 22 oktober – Bart Haynes, amerikansk musiker, trummis i The Castiles 1965–1966 (stupad i Vietnamkriget).
- 27 oktober – Arvid Källström, 74, svensk skulptör.

#### November
- 7 november – John Nance Garner, 98, amerikansk demokratisk politiker, USA:s vicepresident 1933–1941.
- 9 november – Charles Bickford, 76, amerikansk skådespelare.
- 16 november – Bo Bergman, 98, diktare och ledamot i Svenska Akademien [6].
- 26 november – Leonid Lavrovskij, 62, rysk dansare och koreograf.
- 29 november – Levi Rickson, 99, svensk författare, kompositör, journalist och textförfattare.

#### December
- 2 december – Max Neufeld, 80, österrikisk skådespelare och regissör.
- 9 december – Sune Waldimir, 60, svensk kapellmästare i radio och kompositör [6].
- 10 december – Otis Redding, 26, amerikansk sångare (flygolycka).
- 29 december – Paul Whiteman, 77, amerikansk orkesterledare.

## Nobelpris[22]
- Fysik – Hans Bethe, USA
- Kemi
  - Manfred Eigen, Västtyskland
  - Ronald Norrish, Storbritannien
  - George Porter, Storbritannien
- Medicin
  - Ragnar Granit, Sverige
  - Haldan Keffer Hartline, USA
  - George Wald, USA
- Litteratur – Miguel Angel Asturias, Guatemala
- Fred - Inget pris utdelades

### Fotnoter
1. 1 2 3 4 5 6  Faktakalendern 2000 – 1967 (Utlandet), Semic, 1999
2. 1 2 3 4 5 6 7 8 9 10 11 12 13 14  20:e århundrades När Var Hur – 1967, Bernt Himmelstedt, Forum, 1999
3. 1 2 3 4 5 6 7 8 9 10  Sverige 1900-talet – 1967, NE, Bra Böcker, 2000
4. ↑  ”Allmän Hälso och sjukvård 1967” (pdf). Statistiska centralbyrån. sid. 51. http://www.scb.se/Grupp/Hitta_statistik/Historisk_statistik/_Dokument/SOS/Halso_sjukvard/Allman-halsovard-och-sjukvard-1967.pdf. Läst 5 juli 2015.
5. 1 2 3 4 5 6 7 8  100 år med Aftonbladet – 1967, 1999
6. 1 2 3 4 5 6 7 8 9 10 11 12 13 14 15 16 17 18 19 20 21 22 23  Hundra år i Sverige – 1967, Hans Dahlberg, Albert Bonniers, 1999
7. ↑  ”Enköping, hörnet Källgatan-Östra Ringgatan från väster. Småskola, senare Kryddgårdsskolan. Uppförd ca 1906.”. digitaltmuseum.se. https://digitaltmuseum.se/011014540381/enkoping-hornet-kallgatan-ostra-ringgatan-fran-vaster-smaskola-senare-kryddgardsskolan. Läst 3 januari 2017.
8. 1 2 3 4 5 6  Faktakalendern 1997, Semic, 1996
9. ↑  75 år Sverige, Carl-Adam Nycop, Bra Böcker, 1976, sidan 223 - Viggen blev en het potatis
10. ↑  ”World Statesmen”. http://www.worldstatesmen.org/Brazil.html.
11. ↑  75 år Sverige, Carl-Adam Nycop, Bra Böcker, 1976, sidan 199 - Kulturcentrum i Göteborg
12. ↑  ”Aviation accidents”. Arkiverad från originalet den 5 maj 2009. https://www.webcitation.org/5gX4LEIUg?url=http://www.planecrashinfo.com/1967/1967-31.htm. Läst 6 april 2009.
13. ↑  Aviation Safety Network Arkiverad 29 september 2007 hämtat från the Wayback Machine.
14. ↑  ”Loving v. Virginia”. Arkiverad från originalet den 22 april 2009. https://web.archive.org/web/20090422085748/http://www.law.umkc.edu/faculty/projects/ftrials/conlaw/loving.html.
15. ↑  Faktakalendern 2000 – 1967 (Sverige), 1999
16. ↑  Faktakalendern 1996, Semic, 1995
17. ↑  Sverige 1900-talet – Varmare men från ett kallt utgångsläge, NE, Bra Böcker, 2000
18. ↑  Grimmett, Richard F. (5 oktober 2004). ”Instances of Use of United States Armed Forces Abroad, 1798 – 2004”. Naval History and Heritage Command. https://www.history.navy.mil/research/library/online-reading-room/title-list-alphabetically/i/use-of-armed-forces-abroad-1798-2004.html.
19. ↑  ”Narkotika”. Arkiverad från originalet den 24 maj 2011. https://web.archive.org/web/20110524131828/http://members.fortunecity.com/simulatorsmusicsite/droger/narkotika.htm.
20. ↑  Sverige 1900-talet – Bonden som försvann, NE, Bra Böcker, 2000
21. ↑  Sverige 1900-talet – Bruket dominerade Munkfors utveckling, NE, Bra Böcker, 2000
22. ↑  ”Nobelpriset”. https://www.nobelprize.org/prizes/lists/all-nobel-prizes/. Läst 10 april 2011.